# NGC 5483
NGC 5483 este o galaxie spirală situată în constelația Centaurul. A fost descoperită în 15 martie 1836 de către John Herschel. Se află la o distanță de 23,67 de megaparseci de Pământ.